# HD 49674
Nervia eller HD 49674 är en ensam stjärna belägen i den mellersta delen av stjärnbilden Kusken. Den har en skenbar magnitud av ca 8,1 och kräver åtminstone en stark handkikare eller ett mindre teleskop för att kunna observeras. Baserat på parallaxmätning inom Hipparcosuppdraget på ca 22,6 mas, beräknas den befinna sig på ett avstånd på ca 144 ljusår (ca 44 parsek) från solen. Den rör sig bort från solen med en heliocentrisk radialhastighet på ca 12 km/s.

## Nomenklatur
Stjärnan HD 49674 har tilldelats namnet Nervia på förslag av Belgien i NameExoWorlds-kampanjen, under IAU:s 100-årsjubileum. De föreslagna namnen för stjärnan, Nervia, och för den omkretsande planeten, Eburonia, kommer båda från framträdande belgiska germanstammar, nervier respektive eburoner.

## Egenskaper
HD 49674 är en gul till vit stjärna i huvudserien av spektralklass G0 V,. Den har en massa, en radie och utstrålning av energi från dess fotosfär nära vad som gäller för solen och har en effektiv temperatur av ca 5 700 K.

## Planetsystem
Vid tidpunkten för upptäckten av planeten HD 49674 b år 2002, var det den minst massiva kända exoplaneten, mycket nära gränsen mellan under-Jupiter massa och Neptunus-massa vid 0,1 Jupitermassa. Planeten kretsar mycket nära stjärnan.
| Planet | Massa             | Halv storaxel (AE) | Siderisk omloppstid (d) | Excentricitet | Inklination | Radie |
| ------ | ----------------- | ------------------ | ----------------------- | ------------- | ----------- | ----- |
| b      | ≥0,105 ± 0,011 MJ | 0,0580 ± 0,0034    | 4,94737 ± 0,00098       | 0,087 ± 0,095 | -           | -     |